# فورت سنت جان
شهر فورت سنت جان یک شهرستان در شمال شرقی بریتیش کلمبیا، کانادا است.

## پیشینه
فورت سنت جان در سال ۱۷۹۴ به عنوان یک پست تجاری در منطقه تأسیس شد. فورت سنت جان قدیمی‌ترین اقامتگاه اروپائیان مهاجر در استان بریتیش کلمبیا است.

## خصوصیات
این شهر عضو منطقه رودخانه صلح، با مساحت حدود ۲۲ کیلومتر مربع (۸٫۵ مایل مربع) با ۱۸۶۰۹ سکنه در سرشماری سال ۲۰۱۱ می‌باشد.
فورت سنت جان یکی از بزرگترین شهرهای مسیر بزرگراه آلاسکا است و در کیلومتر ۴۷ بزرگراه آلاسکا قرار دارد.
اولین سرشماری شامل فورت سنت جان به عنوان یک زیربخش تعریف شده در ۱۹۵۱ رخ داد با ثبت ۸۸۴ نفر . پس از این جمعیت به سرعت افزایش یافته‌است، تقریباً هر ۵ سال به مدت ۱۵ سال جمیعت دو برابر شد به طوری که تا سال ۱۹۶۶ عدد ۶۴۷۹ ساکنان ان شمارش شد .

## آب و هوا
| داده‌های اقلیم فرودگاه فورت سینت جان, 1981–2010 normals, extremes 1910–present | داده‌های اقلیم فرودگاه فورت سینت جان, 1981–2010 normals, extremes 1910–present | داده‌های اقلیم فرودگاه فورت سینت جان, 1981–2010 normals, extremes 1910–present | داده‌های اقلیم فرودگاه فورت سینت جان, 1981–2010 normals, extremes 1910–present | داده‌های اقلیم فرودگاه فورت سینت جان, 1981–2010 normals, extremes 1910–present | داده‌های اقلیم فرودگاه فورت سینت جان, 1981–2010 normals, extremes 1910–present | داده‌های اقلیم فرودگاه فورت سینت جان, 1981–2010 normals, extremes 1910–present | داده‌های اقلیم فرودگاه فورت سینت جان, 1981–2010 normals, extremes 1910–present | داده‌های اقلیم فرودگاه فورت سینت جان, 1981–2010 normals, extremes 1910–present | داده‌های اقلیم فرودگاه فورت سینت جان, 1981–2010 normals, extremes 1910–present | داده‌های اقلیم فرودگاه فورت سینت جان, 1981–2010 normals, extremes 1910–present | داده‌های اقلیم فرودگاه فورت سینت جان, 1981–2010 normals, extremes 1910–present | داده‌های اقلیم فرودگاه فورت سینت جان, 1981–2010 normals, extremes 1910–present | داده‌های اقلیم فرودگاه فورت سینت جان, 1981–2010 normals, extremes 1910–present |
| ماه                                                                           | ژانویه                                                                        | فوریه                                                                         | مارس                                                                          | آوریل                                                                         | مه                                                                            | ژوئن                                                                          | ژوئیه                                                                         | اوت                                                                           | سپتامبر                                                                       | اکتبر                                                                         | نوامبر                                                                        | دسامبر                                                                        | سال                                                                           |
| ----------------------------------------------------------------------------- | ----------------------------------------------------------------------------- | ----------------------------------------------------------------------------- | ----------------------------------------------------------------------------- | ----------------------------------------------------------------------------- | ----------------------------------------------------------------------------- | ----------------------------------------------------------------------------- | ----------------------------------------------------------------------------- | ----------------------------------------------------------------------------- | ----------------------------------------------------------------------------- | ----------------------------------------------------------------------------- | ----------------------------------------------------------------------------- | ----------------------------------------------------------------------------- | ----------------------------------------------------------------------------- |
| سابقهٔ بیش‌ترین شاخص رطوبت                                                      | ۱۲٫۷                                                                          | ۱۲٫۴                                                                          | ۱۷٫۳                                                                          | ۲۷٫۴                                                                          | ۳۱٫۵                                                                          | ۳۴٫۳                                                                          | ۳۷٫۴                                                                          | ۳۴٫۵                                                                          | ۳۲٫۶                                                                          | ۲۵٫۴                                                                          | ۱۶٫۲                                                                          | ۱۱٫۲                                                                          | ۳۷٫۴                                                                          |
| سابقهٔ بیش‌ترین °C (°F)                                                         | ۱۲٫۹ (۵۵)                                                                     | ۱۵٫۰ (۵۹)                                                                     | ۱۸٫۰ (۶۴)                                                                     | ۲۸٫۵ (۸۳)                                                                     | ۳۲٫۲ (۹۰)                                                                     | ۳۱٫۷ (۸۹)                                                                     | ۳۸٫۳ (۱۰۱)                                                                    | ۳۳٫۶ (۹۲)                                                                     | ۳۲٫۲ (۹۰)                                                                     | ۲۶٫۷ (۸۰)                                                                     | ۱۸٫۳ (۶۵)                                                                     | ۱۵٫۰ (۵۹)                                                                     | ۳۸٫۳ (۱۰۱)                                                                    |
| میانگین بیش‌ترین °C (°F)                                                       | −۸٫۷ (۱۶)                                                                     | −۵٫۱ (۲۳)                                                                     | ۰٫۱ (۳۲)                                                                      | ۹٫۱ (۴۸)                                                                      | ۱۵٫۵ (۶۰)                                                                     | ۱۹٫۶ (۶۷)                                                                     | ۲۱٫۷ (۷۱)                                                                     | ۲۰٫۵ (۶۹)                                                                     | ۱۵٫۲ (۵۹)                                                                     | ۷٫۷ (۴۶)                                                                      | −۲٫۹ (۲۷)                                                                     | −۷٫۴ (۱۹)                                                                     | ۷٫۱ (۴۵)                                                                      |
| میانگین روزانه °C (°F)                                                        | −۱۲٫۸ (۹)                                                                     | −۹٫۶ (۱۵)                                                                     | −۴٫۶ (۲۴)                                                                     | ۳٫۹ (۳۹)                                                                      | ۹٫۸ (۵۰)                                                                      | ۱۴٫۱ (۵۷)                                                                     | ۱۶٫۲ (۶۱)                                                                     | ۱۴٫۹ (۵۹)                                                                     | ۱۰٫۱ (۵۰)                                                                     | ۳٫۶ (۳۸)                                                                      | −۶٫۶ (۲۰)                                                                     | −۱۱٫۴ (۱۱)                                                                    | ۲٫۳ (۳۶)                                                                      |
| میانگین کم‌ترین °C (°F)                                                        | −۱۶٫۹ (۲)                                                                     | −۱۴٫۰ (۷)                                                                     | −۹٫۲ (۱۵)                                                                     | −۱٫۳ (۳۰)                                                                     | ۴٫۰ (۳۹)                                                                      | ۸٫۶ (۴۷)                                                                      | ۱۰٫۷ (۵۱)                                                                     | ۹٫۲ (۴۹)                                                                      | ۴٫۹ (۴۱)                                                                      | −۰٫۶ (۳۱)                                                                     | −۱۰٫۲ (۱۴)                                                                    | −۱۵٫۳ (۴)                                                                     | −۲٫۵ (۲۸)                                                                     |
| سابقهٔ کم‌ترین °C (°F)                                                          | −۵۳٫۹ (−۶۵)                                                                   | −۵۰٫۰ (−۵۸)                                                                   | −۳۷٫۸ (−۳۶)                                                                   | −۳۱٫۱ (−۲۴)                                                                   | −۱۳٫۱ (۸)                                                                     | −۵٫۶ (۲۲)                                                                     | −۴٫۴ (۲۴)                                                                     | −۲٫۹ (۲۷)                                                                     | −۱۲٫۸ (۹)                                                                     | −۲۵٫۰ (−۱۳)                                                                   | −۳۹٫۲ (−۳۹)                                                                   | −۵۰٫۶ (−۵۹)                                                                   | −۵۳٫۹ (−۶۵)                                                                   |
| سرمایش باد                                                                    | −۵۹٫۵                                                                         | −۵۹٫۳                                                                         | −۴۸٫۷                                                                         | −۳۷٫۸                                                                         | −۱۹٫۹                                                                         | −۶٫۲                                                                          | ۰٫۰                                                                           | −۷٫۸                                                                          | −۱۸٫۴                                                                         | −۳۵٫۳                                                                         | −۵۸٫۳                                                                         | −۵۳٫۹                                                                         | −۵۹٫۵                                                                         |
| بارندگی میلی‌متر (اینچ)                                                        | ۲۵٫۴ (۱)                                                                      | ۱۹٫۰ (۰٫۷۵)                                                                   | ۲۳٫۷ (۰٫۹۳)                                                                   | ۲۰٫۰ (۰٫۷۹)                                                                   | ۳۷٫۹ (۱٫۴۹)                                                                   | ۶۵٫۶ (۲٫۵۸)                                                                   | ۷۵٫۲ (۲٫۹۶)                                                                   | ۵۱٫۲ (۲٫۰۲)                                                                   | ۴۴٫۷ (۱٫۷۶)                                                                   | ۳۰٫۸ (۱٫۲۱)                                                                   | ۲۹٫۲ (۱٫۱۵)                                                                   | ۲۲٫۰ (۰٫۸۷)                                                                   | ۴۴۴٫۷ (۱۷٫۵۱)                                                                 |
| بارندگی میلی‌متر (اینچ)                                                        | ۰٫۴ (۰٫۰۲)                                                                    | ۰٫۴ (۰٫۰۲)                                                                    | ۰٫۷ (۰٫۰۳)                                                                    | ۹٫۷ (۰٫۳۸)                                                                    | ۳۱٫۹ (۱٫۲۶)                                                                   | ۶۵٫۶ (۲٫۵۸)                                                                   | ۷۵٫۲ (۲٫۹۶)                                                                   | ۵۱٫۱ (۲٫۰۱)                                                                   | ۴۰٫۰ (۱٫۵۷)                                                                   | ۱۳٫۳ (۰٫۵۲)                                                                   | ۳٫۴ (۰٫۱۳)                                                                    | ۰٫۷ (۰٫۰۳)                                                                    | ۲۹۲٫۴ (۱۱٫۵۱)                                                                 |
| بارش برف سانتی‌متر (اینچ)                                                      | ۳۲٫۷ (۱۲٫۹)                                                                   | ۲۵٫۳ (۱۰)                                                                     | ۲۸٫۷ (۱۱٫۳)                                                                   | ۱۲٫۷ (۵)                                                                      | ۶٫۴ (۲٫۵)                                                                     | ۰٫۰ (۰)                                                                       | ۰٫۰ (۰)                                                                       | ۰٫۱ (۰)                                                                       | ۴٫۸ (۱٫۹)                                                                     | ۱۹٫۶ (۷٫۷)                                                                    | ۳۲٫۵ (۱۲٫۸)                                                                   | ۲۶٫۸ (۱۰٫۶)                                                                   | ۱۸۹٫۶ (۷۴٫۶)                                                                  |
| میانگین روزهای بارندگی (≥ ۰.۲ mm)                                             | ۱۰٫۶                                                                          | ۸٫۴                                                                           | ۹٫۰                                                                           | ۶٫۹                                                                           | ۸٫۸                                                                           | ۱۱٫۱                                                                          | ۱۲٫۹                                                                          | ۱۰٫۴                                                                          | ۱۰٫۴                                                                          | ۹٫۶                                                                           | ۱۱٫۱                                                                          | ۹٫۵                                                                           | ۱۱۸٫۵                                                                         |
| میانگین روزهای بارانی (≥ ۰.۲ mm)                                              | ۰٫۶                                                                           | ۰٫۴                                                                           | ۰٫۷                                                                           | ۳٫۸                                                                           | ۷٫۹                                                                           | ۱۱٫۱                                                                          | ۱۲٫۹                                                                          | ۱۰٫۴                                                                          | ۱۰٫۰                                                                          | ۵٫۵                                                                           | ۲٫۱                                                                           | ۰٫۶                                                                           | ۶۶٫۰                                                                          |
| میانگین روزهای برفی (≥ ۰.۲ cm)                                                | ۱۰٫۸                                                                          | ۹٫۰                                                                           | ۸٫۸                                                                           | ۴٫۰                                                                           | ۱٫۵                                                                           | ۰٫۰                                                                           | ۰٫۰                                                                           | ۰٫۰                                                                           | ۱٫۰                                                                           | ۵٫۴                                                                           | ۱۰٫۳                                                                          | ۹٫۵                                                                           | ۶۰٫۳                                                                          |
| درصد رطوبت                                                                    | ۶۸٫۵                                                                          | ۶۲٫۹                                                                          | ۵۳٫۸                                                                          | ۴۲٫۶                                                                          | ۴۱٫۱                                                                          | ۴۵٫۷                                                                          | ۴۹٫۳                                                                          | ۵۰٫۶                                                                          | ۵۲٫۴                                                                          | ۵۷٫۹                                                                          | ۷۲٫۳                                                                          | ۷۱٫۵                                                                          | ۵۵٫۷                                                                          |
| میانگین روزانه ساعت‌های تابش آفتاب                                             | ۷۴٫۳                                                                          | ۱۰۶٫۴                                                                         | ۱۷۵٫۰                                                                         | ۲۲۳٫۴                                                                         | ۲۶۷٫۷                                                                         | ۲۶۶٫۵                                                                         | ۲۸۷٫۴                                                                         | ۲۶۰٫۰                                                                         | ۱۷۷٫۷                                                                         | ۱۳۴٫۷                                                                         | ۷۰٫۵                                                                          | ۵۱٫۸                                                                          | ۲٬۰۹۵٫۴                                                                       |
| درصد احتمال تابش آفتاب                                                        | ۳۱٫۵                                                                          | ۳۹٫۴                                                                          | ۴۷٫۸                                                                          | ۵۲٫۵                                                                          | ۵۲٫۹                                                                          | ۵۰٫۶                                                                          | ۵۴٫۵                                                                          | ۵۵٫۵                                                                          | ۴۶٫۳                                                                          | ۴۱٫۶                                                                          | ۲۸٫۴                                                                          | ۲۳٫۸                                                                          | ۴۳٫۷                                                                          |
| منبع: Environment Canada                                                      |                                                                               |                                                                               |                                                                               |                                                                               |                                                                               |                                                                               |                                                                               |                                                                               |                                                                               |                                                                               |                                                                               |                                                                               |                                                                               |

## اقتصاد
به علت مخازن عظیم گاز و نفت در منطقه شمال بریتیش کلمبیا، فورت سنت جان از سال ۱۹۵۶ محل احداث تأسیسات نفتی و خط لوله‌های بزرگ بوده‌است و اکنون به مرکز این فعالیت‌ها تبدیل شده‌است.
این شهر دارای فرودگاه و روزانه ۸ پرواز به ونکوور و کلگری و بلعکس می‌باشد.